# Louis Wolheim

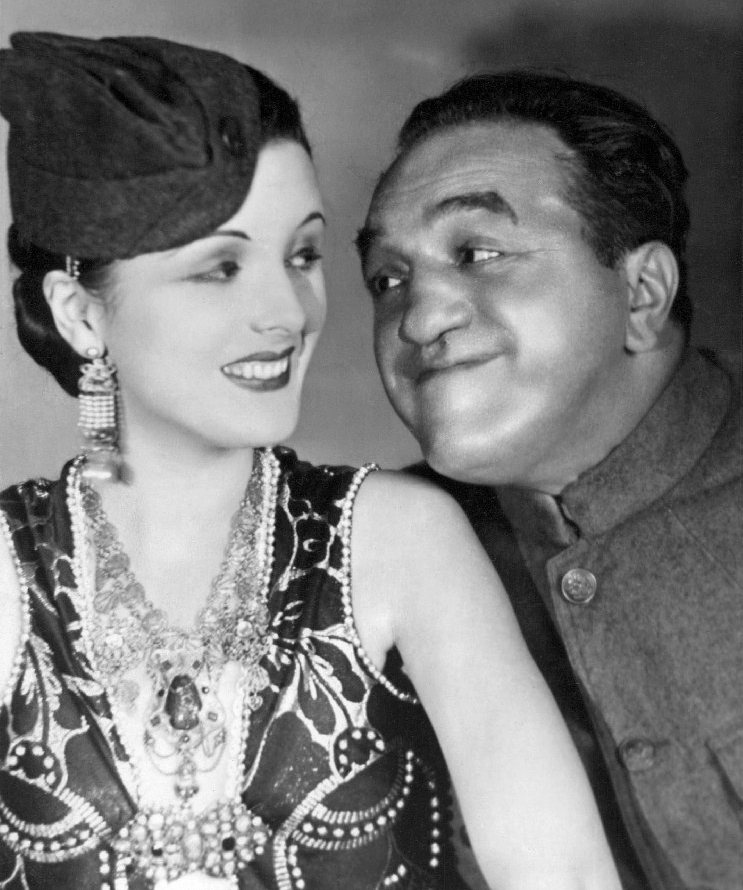
Mary Astor und Louis Wolheim in Zwei arabische Ritter

Louis Wolheim (* 28. März 1880 in New York, NY; † 18. Februar 1931 in Los Angeles, Kalifornien) war ein US-amerikanischer Schauspieler und Regisseur.

## Leben
Der gebürtige New Yorker Louis Wolheim besuchte die Cornell University und machte dort seinen Abschluss im Ingenieurswesen. Anschließend arbeitete er vor seiner Schauspielkarriere für sechs Jahre als Mathematiklehrer. Obwohl der Charakterdarsteller auf der Leinwand meistens zu rauen, manchmal einfältigen Figuren tendierte, galt er im Privatleben als intelligent und kultiviert und sprach Französisch, Deutsch, Spanisch und Jiddisch. Sein Markenzeichen war die mehrfach gebrochene Nase, passend zu seinem rauen Gesicht und seinem bulligen Körper. Nach eigenen Angaben verletzte Wolheim sich diese während seiner Collegezeit bei einem Footballspiel und noch am selben Tage geriet er in eine Schlägerei, welche er zwar gewann, bei der aber seine Nase endgültig brach. Nachdem er seinen als anstrengend empfundenen Job als Lehrer aufgegeben hatte, arbeitete Wolheim zunächst als unbedeutender Statist in Stummfilmen. An einem Filmset wurde er 1914 vom Schauspielstar Lionel Barrymore entdeckt, welcher zu ihm sagte: “With that face you could make a fortune in the theater.”
Erstmals eine Erwähnung im Abspann erhielt Wolheim im 1916 erschienenen Film Dorian’s Divorce, allerdings noch unter dem Pseudonym L. Robert Wolheim. In den folgenden Jahren konnte sich Wolheim zunehmend als erfolgreicher Nebendarsteller in Stummfilmen etablieren, häufig als grimmiger Filmschurke oder Krimineller. Auf Einladung von Lionel und John Barrymore absolvierte Wolheim 1919 sein Broadway-Debüt im Stück The Jest, bis Mitte der 1920er-Jahre folgten neun weitere Broadway-Auftritte für Wolheim. Neben John Barrymore spielte er auch in insgesamt drei Filmen. Zu Wolheims heute noch bekannteren Stummfilm-Auftritten gehören David Wark Griffiths Drama Zwei Waisen im Sturm (1921) mit ihm als Henker sowie in einer sympathischen Rolle als ausgelassener Offizier in Lewis Milestones Kriegskomödie Die Schlachtenbummler (1927). Unter der Regie seines Freundes Milestone spielte Wolheim 1930 in seinem heute wohl bekanntesten Film Im Westen nichts Neues den erfahrenen Soldaten Katczinsky.
Im Westen nichts Neues war bereits ein Tonfilm, welcher den Stummfilm Ende der 1920er-Jahre verdrängte. Im Gegensatz zu vielen anderen Stummfilmdarstellern brach Wolheims Popularität mit Beginn des Tonfilmes nicht ein. Im Gegenteil, sein letzter Film The Sin Ship (1931) wurde sogar zu seiner ersten Regiearbeit, und zum Zeitpunkt seines Todes stand er als Hauptdarsteller der Komödie The Front Page vor der Kamera. Im Februar 1931 verstarb Wolheim plötzlich im Alter von 50 Jahren. Während viele Quellen Magenkrebs angeben, beziehen sich andere Quellen auf den dramatischen Gewichtsverlust für seine Rolle in The Front Page als Todesursache. Im Film The Front Page wurde Wolheim durch Adolphe Menjou ersetzt. Von 1923 bis zu seinem Tod war Wolheim mit der Theaterschauspielerin Ethel Dane verheiratet.

## Filmografie (Auswahl)
- 1914: The Warning
- 1915: The Romance of Elaine
- 1915: The New Adventures of J. Rufus Wallingford
- 1916: Dorian’s Divorce
- 1916: The Brand of Cowardice
- 1916: The Sunbeam
- 1917: The End of the Tour
- 1917: The Millionaire’s Double
- 1917: The Belle of the Season
- 1917: The Eternal Mother
- 1918: The Poor Rich Man
- 1918: Das Haus des Schreckens (The House of Hate)
- 1920: Dr. Jekyll und Mr. Hyde (Dr. Jekyll and Mr. Hyde)
- 1921: Zwei Waisen im Sturm (Orphans of the Storm)
- 1922: Sherlock Holmes
- 1923: Der Flug zum Glück (Unseeing Eyes)
- 1923: Frauenfeinde (Enemies of Women) (Szenen geschnitten)
- 1924: America
- 1924: Unter Perlenfischern auf Hawaii (The Univited Guest)
- 1924: Eine namenlose Geschichte (The Story Without A Name)
- 1924: Ist das Leben nicht wunderschön? (Isn't Life Wonderful?)
- 1927: Die Schlachtenbummler (Two Arabian Knights)
- 1927: Hauptmann Sorrell und sein Sohn (Sorrell and Son)
- 1928: Wetterleuchten (Tempest)
- 1928: The Racket
- 1928: Die Fahrt ins Feuer (The Awakening)
- 1929: Flucht von der Teufelsinsel (Condemned!)
- 1930: Im Westen nichts Neues (All Quiet on the Western Front)
- 1931: The Sin Ship (& Regie)